# Karlijn Sileghem
Karlijn Sileghem (Gent, 12 mei 1965) is een Vlaams actrice. Ze werd bekend door rollen in series als Katarakt, Het Peulengaleis en Sedes & Belli. Ze speelt, samen met Gène Bervoets, een hoofdrol in de film Suspect, en ze was ook te zien in De Kavijaks, een serie over een vissersfamilie aan de Belgische kust. Daarnaast is ze ook een van de zangeressen van de groep Hormonia die een hit hadden met het nummer Kevin.

## Biografie
Sileghem heeft een jarenlange theatercarrière onder meer bij de gezelschappen Blauwe Maandag Compagnie en Het Toneelhuis. Bij het eerste gezelschap stond ze onder andere met Joko, Vrijen met dieren en Meneer Paul op de planken. Met Het Toneelhuis speelde ze in onder andere Misalliance en Moedersnacht en regisseerde ze Maria. Met het Raamtheater speelde ze twee seizoenen mee in De geit - of wie is Sylvia?.
In 1996 ontving ze een VSCD Colombina voor haar rol als Lilo in het theaterstuk Meneer Paul van de Blauwe Maandag Compagnie.
Bij het grote publiek werd Sileghem bekend toen ze de hoofdrol speelde in Katarakt, de prestigereeks van de VRT. Deze familiesaga speelt zich af in Haspengouw. Sileghem vertolkt hierin de hoofdrol, Elisabeth Donkers.
Sileghem is ook bekend als Sylvia Muyshondt, de huisvrouw uit Asse, een typetje in het VRT-programma Hoe?Zo!. In het najaar van 2010 presenteert ze samen met Tine Embrechts een fictieve talkshow op Canvas genaamd Anneliezen.

## Privé
Sileghem heeft een zoon met Ides Meire, de 19 jaar jongere acteur die haar zoon speelde in Katarakt, met wie ze in 2014 brak. Ze was reeds moeder van een zoon, acteur Briek Lesage uit een vorige relatie met Günther Lesage. In 2018 trouwde ze met een nieuwe partner.

## Theateroverzicht
1993-2000
- Congres de keten der vernederingen
- Zwak/sterk
- Joko
- Faeces (Bring the blaffon down!)
- Meneer Paul
- Vrijen met dieren
- Napels
- Primapara (spelbegeleiding)
- Misalliance
- Moedersnacht
- Meneer van Gaal
- Maria (tekst en regie)

2000-2012
- Birth of The Uncool
- Liefdeskraam
- Mémé, Mahky en Orion (tekst en regie)
- Bioman
- Waar waren we gebleven?
- De geit - of wie is Sylvia?
- White star
- Zwijnen! Titus Andronicus
- Toren (spel en coaching)
- Cloaca
- De duivel beduveld
- Embrasse
- Drink rode wijn